# Museo de Sitio Las Peañas
El Museo de Sitio Las Peañas es un museo arqueológico situado en el departamento de Tacna. El museo abarca cronológicamente desde los 8000 años de antigüedad hasta el Virreinato.
El museo se encuentra en un área que se realizaron excavaciones entre los años 1981-1982. Allí se encontró varias momias que se encuentran en exhibición así como restos arqueológicos encontrados durante la excavación. Los restos encontrados correspondería al periodo de los desarrollos regionales tardíos y época inca.

## Historia
En febrero de 1981, cuando aperturaban zanjas para la instalaciones eléctricas en el nuevo CRAS de Tacna, en el distrito de Pocollay, se destruyeron ocho tumbas quedando al descubierto el cementerio prehispánico de Peañas, llamado así por el nombre del lugar donde se encuentra el penal y el mencionado cementerio.
Inmediatamente después de ello, se pone en conocimiento al Instituto Nacional de Cultura-Filial Tacna y el Consejo Provincial en el Área de Monumentos Arqueológicos e Históricos, para que coordinen la realización de trabajos en dicha área con la finalidad de la defensa y conservación del patrimonio monumental de Tacna.
Inicialmente, se recibe la visita del arqueólogo Julio Manrique de la Universidad Católica Santa María de Arequipa, quien hace la primera inspección de hallazgo y dictamina la paralización de la obra a fin de evitar mayor pertubacion en la zona arqueóloga.
El 18 de abril bajo la dirección de la arqueóloga tacneña Isabel Flores Espinoza, se iniciaron los trabajos con la participación de seis alumnos y un profesor, trabajos que se dividieron en tres etapas y que culminó en junio de 1988, abarcando dicho estudio en el área de 2400 m² que ocupa el cementerio.
Después de 8 años de descubierto el cementerio las Peañas, el Museo de Sitio se comienza a construir en el año 1988. Esta realidad y anhelo de Pocollay y de toda Tacna, fue gracias por gestión realizada por el Instituto Nacional de Cultura Filial de Tacna y la Municipalidad Provincial de Tacna, logran entregar a la comunidad un espacio por excelencia a la educación y cultura prehispánica. El Museo de Peañas fue inaugurado el 18 de septiembre de 1989.

## La Tumba de las Peañas
Etimológicamente las tumbas de las Peañas nos muestran con absoluta claridad los diferentes formas de enterramiento que utilizaban los antiguos peruanos. en la diferentes formas de enterramiento que utilizaban los antiguos peruanos. En la zona estudiada se han encontrado dos tipos de estas, cuyo denominador común fue el hecho de que se encuentran bajo tierra y son de forma casi circular.
La diferencia en cambio, entre estos dos tipos de tumbas es que en un caso se trata de tumbas subterráneas con muros de piedra, una sobre otra (canto rodado) unidas con el barro, de base poligonal desde la cual se levantan piedras de río alargadas, planas que se va uniendo formando un círculo que se va cerrando como una bóveda terminando en un orificio de entrada, que es cubierto por una laja de piedra tallada.
En el otro caso, las tumbas se hacen aprovechando las condiciones del terreno de grava y arena con una gran cantidad de sales que forman una capa endurecida, de manera tal que la honradaccion en el terreno no requiere de muros de piedras en las paredes de esta, sino que quedan como tales el propio terreno, al igual que en el caso anterior la parte superior es cubiertos con una laja de piedra volcánica de color rosado.

### Fardos funerarios
Los muertos eran colocados en estas tumbas en cuclillas y enfardelados, algunos con tocado, otros con la cabeza cubierta y alrededor del fardo las ofrendas, vasijas, instrumentos, cestos, animales, etc.
Entre el material cultural encontrado en este cementerio, se puede mencionar tejidos de lana y algodón, plumas en tocados y gorros, paja y totora en los cestos, cerámica decorada, tallas en madera, keros, cucharas, cajas de rapé, etc.

## Descripción
El diseño arquitectónico del museo estuvo a cargo del arquitecto Eduardo Ramal, el desarrollo de proyecto le fue encargado al Ing. Jorge Espinosa Cáceres. El Museo está conformado por dos salas de exposición y un sistema de pasarela aérea en madera para observar las tumbas in situ. La saca Peañas exhiben objetos arqueológicos recuperados del cementerio prehispánico Peañas.